# Егоршев, Станислав Игоревич
Станислав Игоревич Егоршев (21 сентября 1987, Череповец) — российский хоккеист, защитник. Воспитанник череповецкого хоккея.

## Карьера
Станислав Егоршев начал свою профессиональную карьеру в 2005 году в клубе Высшей Лиги лениногорском «Нефтянике». В 2006 году Станислав стал выступать в составе родной череповецкой «Северстали».
28 июня 2013 года в результате обмена на Станислава Калашникова Егоршев стал игроком омского «Авангарда».

## Статистика
| Легенда | Легенда                    | Легенда | Легенда                   | Легенда | Легенда    |
| ------- | -------------------------- | ------- | ------------------------- | ------- | ---------- |
| И       | Количество проведённых игр | Штр     | Штрафное время            | +/−     | Плюс-минус |
| Г       | Голы                       | П       | Голевые передачи          | О       | Очки       |
| -       | Статистика неизвестна      | —       | Статистика не учитывалась |         |            |